# Бжезіни (Сташовський повіт)
Бжезіни (пол. Brzeziny) — село в Польщі, у гміні Шидлув Сташовського повіту Свентокшиського воєводства.
Населення — 376 осіб (2011).
У 1975-1998 роках село належало до Келецького воєводства.

## Демографія
Демографічна структура на день 31 березня 2011 року:
|          | Загалом | Допрацездатний вік | Працездатний вік | Постпрацездатний вік |
| -------- | ------- | ------------------ | ---------------- | -------------------- |
| Чоловіки | 199     | 33                 | 142              | 24                   |
| Жінки    | 177     | 36                 | 92               | 49                   |
| Разом    | 376     | 69                 | 234              | 73                   |